# Godofredo Garrigues Perucho
Godofredo Garrigues Perucho (Manuel, Ribera Alta, 1905 - 1990) fou un compositor, director de banda i professor de música valencià.
Va créixer envoltat d'un ambient musical, ja que el seu pare era el director de la banda del seu poble i els seus germans en formaven part. A més, la família regentava la sala de cinema local "El Sol" en una època en la qual el cinema mut devia ser suplit per la música en directe de la qual s'encarregaven els germans Garrigues.
Godofredo Garrigues va estudiar piano amb el mestre Manuel Palau al Conservatori Superior de Música de València,. El 1928 va rellevar a son pare en la direcció de la banda de Manuel, i en 1935 és nomenat director de la banda de Banyeres de Mariola (l'Alcoià) fins que va esclatar la Guerra Civil quan es va refugiar a València amb el càrrec de sots-director de la Banda Militar ubicada a Paterna, gràcies al suport del director titular d'aquesta banda Pascual Marquina. Però, poc després de finalitzada la guerra, va haver d'ingressar al Sanatori de la Malvarrossa durant un llarg període.
Passada la postguerra tornà a la banda de Banyeres de Mariola i ingressà al Cos Nacional de Directors de Bandes Civils mitjançant oposició, siguent destinat a la banda de Tortosa (Baix Ebre). A Banyeres de Mariola municipalitzaren la banda per tal que el mestre Garrigues es tornara a fer càrrec de la banda donada la forta estima i respecte que tenien cap a la figura del mestre. Godofredo Garrigues també va dirigir altres bandes com les de Rafelguaraf, Alberic, Castelló de Rugat, la Pobla del Duc, Xàtiva, etc.
Entre les seues composicions més destacades estan els pasdobles, interpretats a la majoria de festes valencianes com "Operador" o "Tomás Ferrús" (1929), aquest darrer dedicat a la seua muller Maria Tomás Ferrús. També destaquen "Comandante Franco", "De la Font Bona a la Plaça", "22 d'abril", "Nieve i mas nieve", "Primavera", etc. Darrerament el seu fill Godofreo Garrigues Tomás ha recuperat algunes peces enregistrant a l'SGAE més de 70 obres entre pasdobles, marxes de processó, polkes i obres per a piano.